# Jaspis manihinei
Jaspis manihinei är en svampdjursart som beskrevs av Gustavo Pulitzer-Finali 1993. Jaspis manihinei ingår i släktet Jaspis och familjen Ancorinidae. Inga underarter finns listade i Catalogue of Life.